# Emil Stejnar (Architekt)
Emil Karl Stejnar (* 10. Oktober 1897 in Wien; † 30. Oktober 1983 ebenda) war ein österreichischer Architekt, der insbesondere durch seine Arbeiten im Bereich der Innenarchitektur internationale Anerkennung fand. Als staatlich geprüfter und beeidigter Diplom-Architekt sowie Sachverständiger für Architektur und Hochbau zeichnete er sich durch interessante architektonische Lösungen und die dazugehörigen Inventarentwürfe aus.

## Leben und Werke
Emil Stejnar wurde am 10. Oktober 1897 in Wien geboren. Sein Vater war der Tischler Josef Stejnar, der aus dem böhmischen Königstadtl stammte und 1894 die Wiener Schlosserstochter Leopoldine Mathilde Kouřik geheiratet hatte. Von 1912 bis 1915 absolvierte Emil Stejnar im väterlichen Betrieb eine Tischlerlehre. Am 30. Juli 1915 wurde er von der Genossenschaft der Tischler freigesprochen und mit der bronzenen Schülermedaille für ausgezeichnete Schüler von der Handels- und Gewerbekammer belobigt. 1919 bis 1921 besuchte er die Wiener Kunstgewerbeschule. Dort prägten ihn einerseits Franz Čižek, dessen Einfluss in Stejnars frühen, vom Kinetismus beeinflussten Werken sichtbar ist, und später Carl Witzmann, bei dem er seine erste Anstellung als Architekt fand.
Von 1935 bis 1938 studierte Stejnar an der Akademie der bildende Künste in Wien in der Meisterschule für Architektur bei Clemens Holzmeister, erhielt 1937 eine belobende Anerkennung und legte die Staatsprüfung am 18. Juli 1938 ab. Nach dem Studium arbeitete er bei Carl Witzmann und danach als selbständiger Architekt und im Architekturbüro Carl Appel. Dort war er als Oberbauleiter für die Ausschreibungen und die Errichtung der von Appel geplanten Gebäude, wie das Hotel Intercontinental, das alte Haas-Haus, den Opernringhof, das im Zweiten Weltkrieg zerstörte Kaufhaus Neumann (Steffl) usw. verantwortlich.
Große Aufmerksamkeit sowohl in Architektenkreisen als auch beim Wiener Publikum weckte er 1955 mit seiner interessanten architektonischen Lösung für dem Umbau des „Ohne-Pause-Kinos“ Am Graben 29 in Wien. Auf einer Fläche von nur 51 Quadratmetern schuf er ein gemütliches Café, das „Ohne-Pause-Espresso“ mit 50 Sitzplätzen und einem direkten Zugang zum Graben. Über die Innenausstattung schreibt Die Presse:

„Das Espresso erhielt eine Täfelung aus Mahagoni: darüber kannelierter Stuck in weißer Farbe verputzt. Apart wirkt der Rhythmus der Verspiegelung. Den Abschluß nach oben bildet eine Hängedecke; sie wurde tiefer verlegt, so daß der Raum wohl proportioniert ist. Die Tische haben einen säurefesten Kunststoff-Formica-Belag, Wandbänke und Hocker sind mit erbsengrünem Plastic bezogen. Braun-beige marmorierte Platten aus Terravinyl, ebenfalls ein Kunststoff, bedecken den Fußboden; die Verbindung der Platten erfolgte fugenlos. Zur Innenausstattung gehört neben dem großen Büfett auch noch ein Verkaufsstand für verpackten Kaffee. Ein Messingluster in der Form eines Blumenstraußes sowie Wandleuchten und Deckenlichter geben dem Espresso eine besonders gute Wirkung.“

Stejnar hinterließ nicht nur ein architektonisches Erbe, sondern auch zahlreiche Designs für Inneneinrichtungen, die in Auktionshäusern heute zu hohen Preisen gehandelt werden. Zu seinen Entwürfen zählen Luster und Lampen sowie beleuchtete Spiegel produziert vom Leuchtenhersteller Rupert Nikoll (Beleuchtungskörperfabrik und Beleuchtungsglashütte, Wien XV), Möbel – teils gefertigt von Thonet – sowie weitere Gebrauchsgegenstände. Ob Stejnar seinen Leuchtkörpern selbst die für damals futuristischen Namen wie „Snowflake“, „Sputnik“ oder „Starburst“ gegeben hat oder ob es sich um Produktionsnamen vom Hersteller Rupert Nikoll bzw. Erfindungen von Auktionshäusern handelt, lässt sich nicht belegen.
Seine Werke ab 1938 lassen sich stilistisch sowohl dem Jugendstil als auch dem Mid-Century modern zuordnen. Dieser Kontrast ist unter anderem im Katalog der 322. Sonderausstellung des Wien Museums festgehalten:
„Der Architekt Emil Stejnar hatte die Aufgabe, ein modernes Espresso zu schaffen, das intim und behaglich wirken sollte. Diese Verknüpfung einer neuen Lokalform mit Elementen der traditionellen Wiener Kaffeehauskultur ist für die Entwicklung des Wiener Espressos typisch. Während die für ein Espresso ungewöhnlichen Messingluster in Form von Blumensträußen an das vertraute Kaffeehaus erinnerten, brachte das Material der Möbel Modernität ins Spiel.“
Ab September 1925 war Stejnar mit Margarete Stejnar geborene Hain verheiratet. Das Paar hatte zwei Kinder: eine Tochter, Susanne, die als Gartenbauarchitektin tätig war, und den 1939 geborenen Sohn Emil Stejnar, der als Astrologe und Autor esoterischer Werke bekannt wurde. Mit diesem wird der Vater aufgrund der Namensgleichheit häufig verwechselt.
Emil Stejnar sen. starb am 30. Oktober 1983 im Alter von 86 Jahren in Wien und wurde auf dem Friedhof Meidling bestattet.